# مایکل ال گرنهارت
مایکل ال گرنهارت (به انگلیسی: Michael L. Gernhardt) فضانورد اهل کشور ایالات متحده آمریکا است که در ۴ مهٔ ۱۹۵۶ میلادی در مانسفیلد، اوهایو زاده شد. وی در مأموریت اس‌تی‌اس-۶۹، اس‌تی‌اس-۸۳، اس‌تی‌اس-۹۴، اس‌تی‌اس-۱۰۴، حضور داشته است.

## نگارخانه

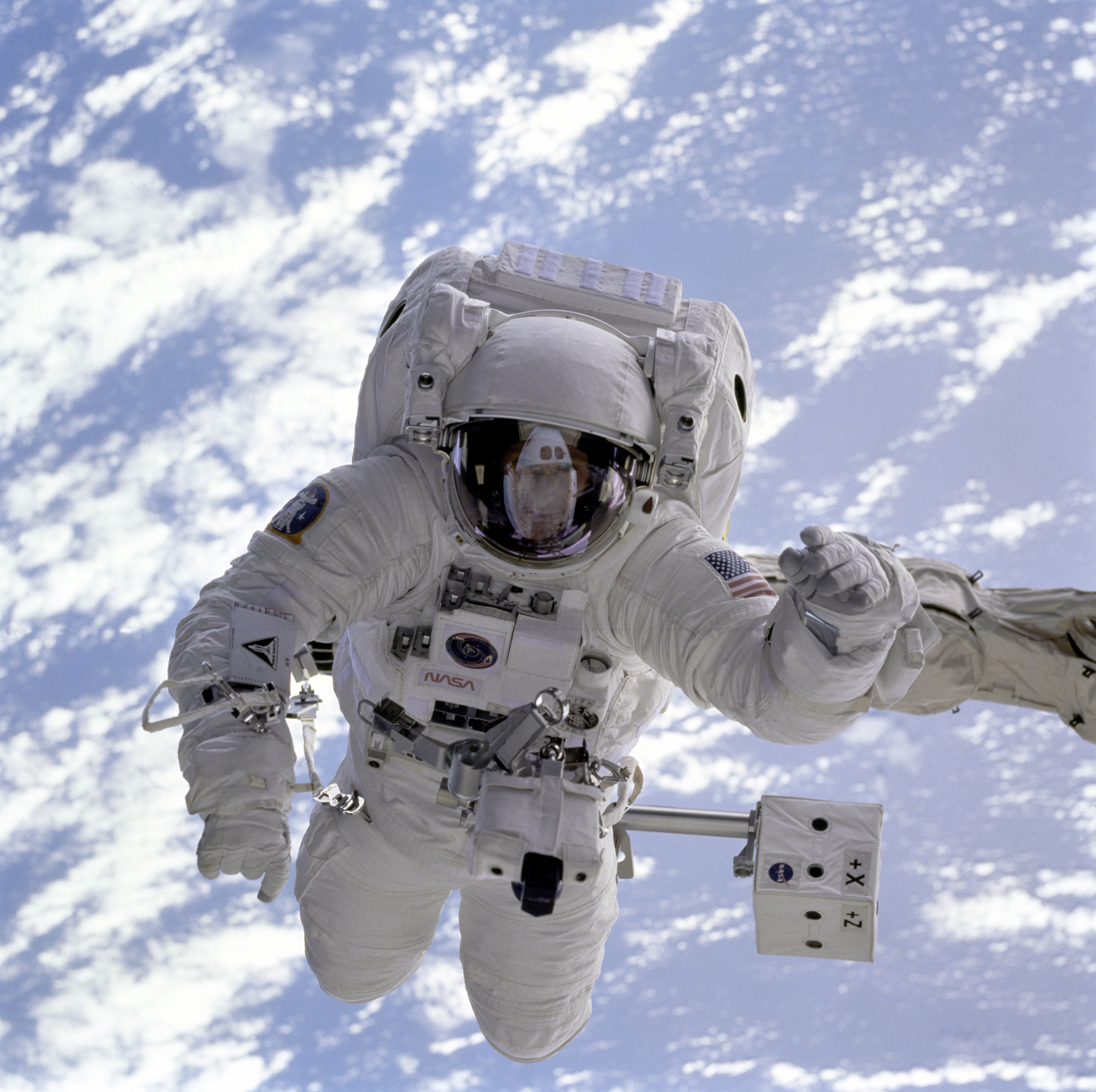
فضانورد مایکل ال گرنهارت، که در طی یک راهپیمایی فضایی در مأموریت اس‌تی‌اس-۶۹ در سال ۱۹۹۵ (میلادی) به بازوی ربات شاتل اندور متصل شده است. هم‌چنین در رنگ پریدگی‌ای پس‌زمینه تصویر، آب‌های کره زمین دیده می‌شود.